# Данди-Сити
Данди́-Си́ти (англ. Dundee City, гэльск. Mòr-bhaile Dhùn Dèagh) — самый маленький из 32 округов Шотландии. Включает в себя город Данди и прилегающие к нему территории. Граничит с округами Перт-энд-Кинросс и Ангус.

## Достопримечательности
- Список замков Шотландии